# Zamach w Al-Minja
Zamach w Al-Minja – akt terrorystyczny, który miał miejsce 26 maja 2017 w prowincji gubernatorskiej Al-Minja.

## Przebieg
Do zamachu na konwój Koptów podróżujących do klasztoru św. Samuela Wyznawcy doszło w prowincji Al-Minja. Konwój składał się z dwóch autobusów z pielgrzymami i ciężarówki z robotnikami. Zostały one ostrzelane i obrabowane przez uzbrojonych napastników, którym następnie udało się zbiec z miejsca zdarzenia. Zginęło łącznie 29 osób (w tym dzieci), a kolejnych 22 odniosło obrażenia. Według świadków napastnicy byli ubrani w wojskowe mundury. Do dokonania zamachu przyznało się Państwo Islamskie.